# Бохольт

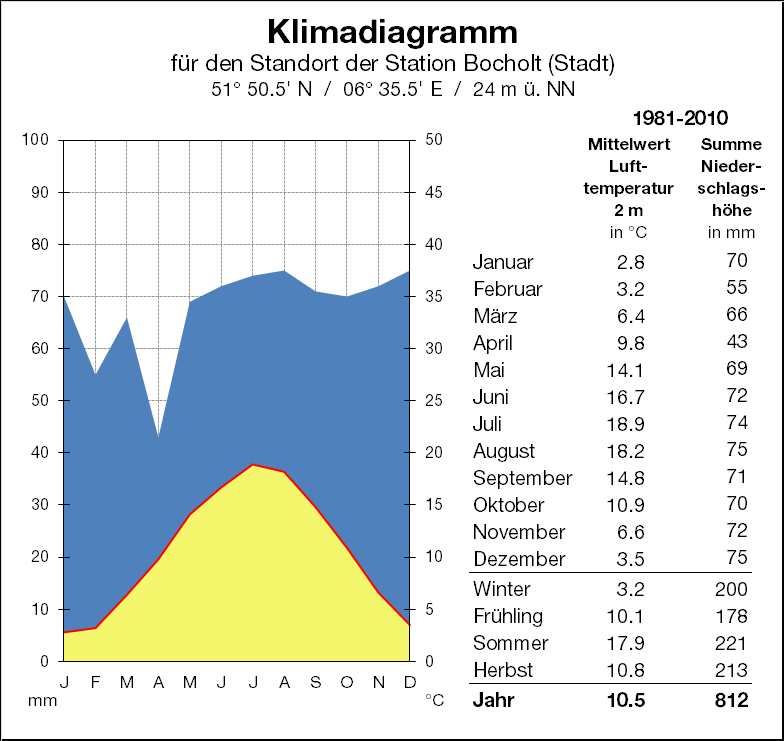
Климатодиаграмма Бохольта.

Бохольт (нем. Bocholt, нижненемецкий — Бокельт (Bokelt)) — город в Германии, в земле Северный Рейн-Вестфалия. Подчинён административному округу Мюнстер. Входит в состав района Боркен. Население составляет 71 443 человек (по данным на 18 июля 2016 года). После Ахена второй по величине город на немецко-нидерландской границе.

## География

### Географическое положение
В политическом и культурно-историческом значении город Бохольт относится к западному Мюнстерланду. В ландшафтном отношении он относится к Нижнерейнской низменности (Niederrheinisches Tiefland). Западная часть города с высотами от 15 до 25 метров над уровнем моря относится к природному району долины Иссель, а восточная часть с отметками до 48 метров над уровнем моря (городские части Барло (Barlo), Штенерн (Stenern) и Бименхорст (Biemenhorst) к природному району «Нижнерейнское песчаное плато» (Нидеррайнише Занд-платтен (Niederrheinische Sandplatten) и маркирует постепенный переход к Западному Мюнстерланду (Westmünsterland).
На севере город граничит непосредственно с Нидерландами, а на юго-западе с районом Везель, что равнозначно границе с Административным округом Дюссельдорфа. Кроме того, последняя граница является также исторической границей между Вестфалией-Липпе (Landschaftsverband Westfalen-Lippe) (куда Бохольт входит в составе административного района Боркен и Рейнландом (Landschaftsverband Rheinland). Через Бохольт протекает река Бохольтская А (Бохольтер А (Bocholter Aa).

### Территория
Общая площадь Бохольта составляет примерно 119 кв.км, из них 65,9 % относятся к сельскохозяйственным землям. 6,7 % — леса, 1,8 % — водные пространства, 2,1 % — территория, используемая для отдыха, в том числе скверы, 15,9 % — застроенные территории, 6,9 % — улицы и дороги, 0,8 % — остальные территории, используемые в различных целях.

### Административное деление
Город подразделяется на семь административных округов: Центр, Северо-Восток, Восток, Юго-Восток, Юго-Запад, Запад и Северо-Запад.
Для статистических целей город Бохольт подразделяется на 32 района. Территория города Бохольт в границах 1975 обозначается как «Старый Бохольт». Это центральная часть города с 21 статистическими районами. Остальные 11 районов, ранее входившие как самостоятельные единицы в бывший сельский коммунальный район Лидерн-Верт (Amt Liedern-Werth), следующие: Барло (Barlo), Бименхорст (Biemenhorst), Хемден (Hemden), Хольтвик (Holtwick), Ланкерн (Lankern), Лидерн (Liedern), Лёвик (Lowick), Муссум (Mussum), Шпорк (Spork), Штенерн (Stenern) и Зудервик (Suderwick).

### Соседние города и общины
На севере — община Алтен (провинция Гелдерланд, Нидерланды). на западе — город Иссельбург (район Боркен), на юге — город Хамминкельн (район Везель), на востоке — город Реде (район Боркен), на северо-востоке — община Винтерсвейк (провинция Гелдерланд, Нидерланды).

### Климат
Климат Нижнерейнской низменности умеренный с заметным морским влиянием, так что зима оказывается очень мягкой, а лето — умеренно теплым. Продолжительный срез наблюдений показал, что в среднем ежегодно наблюдается 12 дней со снежным покровом, примерно 50 дней морозной погоды и 10 с гололёдом. Кроме того, зарегистрировано в среднем примерно 34 хороших летних дня (дневной максимум 25° C или чуть больше) и от 6 до 7 очень жарких дней (30° C или больше). В  целом, наблюдения за погодой с 1981 по 2010 год показали среднегодовую температуру воздуха около 10,5° C и примерно 812 мм осадков.

## Экономика
В Бохольте находился головной офис ныне не существующей немецкой авиакомпании Blue Wings, базировавшейся в аэропорту Дюссельдорфа.

## Города-побратимы
- Арпажон-сюр-Сер (Франция, с 1972)
- Бохольт (Бельгия, с 1980)
- Россендейл (Великобритания, с 1977)

## Герб
Официальное описание герба гласит: "В зеленом поле только что выросший рваный серебряный бук с тремя симметрично расположенными ветвями с отдельными ветвями между ними. Число листьев 17. Ребристые, зубчатые. Число корней на длинных стеблях буковых орехов - 23. Число корней - 5".

## Туризм

### Музеи
- Промышленный музей LWL, TextilWerk Bocholt с прядильно-ткацкой фабрикой.
- Городской музей - история, археология , искусство и культура города в преимущественно репрезентативных традициях.
- Музей ремесел.
- Кунстхаус - изобразительное искусство, около десяти меняющихся выставок ежегодно.
- Сокровищница Георгиевской церкви - ценные религиозные произведения искусства.
- Школьный музей-гимназия Санкт-Георгия - знакомство с 200-летней историей школы, факультет естествознания.

### Известные здания
- Георгиевская церковь, строительство зала поздней готики в период с 1415 по 1486.
- Часовня Святой Агнессы , бывшая монастырская церковь августинцев в стиле поздней готики (1484 г.)
- Историческая ратуша в стиле голландского ренессанса (1618–24).
- Либфрауэнкирхе, бывшая монастырская церковь миноритов (1785–1792 гг.), В стиле позднего барокко, расширенная в 1912/13 г., обширная реконструкция с 2006 г. по апрель 2009 г.
- Haus Woord (1792–95), таунхаус в стиле классицизма.
- Бохольтская водонапорная башня (1913 г.)
- Крестовоздвиженская церковь по проекту Доминика Бема (1936/37)
- Церковь Святого Павла, спроектированная Готфридом Бемом в 1966 году.
- Новая ратуша с культурным центром на Берлинер Платц, архитектор Готфрид Бём (1977).
- Медиацентр на старом вокзале с фресками Фрица Баумгартнера.
- Замок Дипенброк, замок с рвом в стиле барокко в районе Барло.
- Herz-Jesu-Kirche , спроектированный Генрихом Бартманном в 1960 году, снос планируется в 2020 году.
- Апостольская церковь с бывшей евангелической школой.

### Парки и кладбища
- Общественный парк Моссе
- Лангенбергпарк с Меккерманом
- Парк у монастыря Доброго Пастыря
- Остпарк на Мюнстерштрассе
- Еврейское кладбище в городском лесу
- Русское кладбище в городском лесу
- Городское кладбище, комплекс с круговым движением и переходом, спроектированный в соответствии с принципами проектирования «Движения садов реформ» 1904 г.[4].

### Регулярные мероприятия
- Карнавальное шествие в понедельник роз;
- Бохольт в расцвете: воскресный шопинг (последнее воскресенье апреля) с большим собранием классических автомобилей
- Группы в городе (30 апреля), живая музыка в более чем 15 барах в центре города;
- Bocholt City Run в первую субботу (кроме 1-го) мая;
- Триатлон Aasee в воскресенье в середине июня;
- Городской фестиваль Бохольт (воскресный шопинг в июне);
- Винный фестиваль Бохольт в выходные в июле с коронованием винной королевы Бохольт;
- Фестиваль тыквы в Большом Бохолте в выходные в сентябре;
- Бокельцен Трефф: воскресный шоппинг в конце сентября;
- Осенняя ярмарка Бохольт (с пятницы по понедельник, примерно в третье воскресенье октября).

### Велосипедный город Бохольт
Бохольт - настоящий велосипедный город, почти каждый гражданин имеет один или несколько велосипедов, сеть велосипедных дорожек обширна и комфортно развита. В 2005, 2012 и 2013 годах город завоевал титул «Самый удобный для велосипедистов город в Германии»в категории городов с населением менее 100 000 человек. Бохольт - первый город в Германии, где охраняемая велосипедная станция построена на автобусной станции (в Бохольте она называется «Бустрефф»), а не на вокзале. Вторая велосипедная станция на вокзале Бохольт была сдана в эксплуатацию в 2008 году.
В сентябре 2010 года районный администратор Кай Цвикер дал добро на велосипедную эстафету полиции Бохольта. С тех пор на треккинговых велосипедах дежурили в общей сложности восемь полицейских. Целью полицейской велосипедной эстафеты является повышение безопасности езды на велосипеде в Бохольте. По сравнению с другими городами количество аварий с участием велосипедистов в авариях находится на необычно высоком уровне. Причина этого в том, что на велосипедную езду приходится около 40% от общего объема трафика в городе Бохольт. 

## Экономика
Бохольт - промышленный и торговый город. Обширные пешеходные зоны и торговый центр в привлекают в город множество гостей из окрестностей, особенно из Нидерландов.
Группа Сименс является крупнейшим работодателем в Бохольте с тех пор, как в 2005 году компания Siemens перешла в собственность компании A. Friedr. 
Другие крупные работодатели в Бохольте являются компании Borgers, группа компаний Duvenbeck, GILDE группа, Беннинг, LB-GmbH (ранее WM-Group) с различными компаниями и вокруг Bocholt, Ольбрих, Sinnack, Elsinghorst, Pieron, Отто Spaleck -Group, Pergan, Meier-Group, Verfahrenstechnik Hübers, Grunewald-Group, Bocholter-Transport-Gesellschaft и Rose Bikes, а также компания Lebo. 
Индустриальный парк Бохольт на юго-западе города с общей площадью 235 гектаров является крупнейшим прилегающим, полностью развитым коммерческим районом во всем Северном Рейне-Вестфалии. Есть 200 компаний с более чем 6000 сотрудников.  